# 岭上乡
岭上乡，中国浙江省金华市婺城区下辖的一个鄉。2021年10月21日，撤销岭上乡建制，将原岭上乡上堂村、后畈村、群乐一村、群乐二村、后坞村、百善村、高塘村等7个行政村划归塔石乡，将原岭上乡下坞村、岭上村、黄岩孔村、蒋畈村、黄麻山村、里门殿村、石埠头村、东会村、苏村村、邵家源村等10个行政村（已撤销）区域范围划归汤溪镇。

## 行政区划
岭上乡现辖：
岭上村、苏村、石埠头村、里门殿村、东会村、黄麻山村、黄岩孔村、邵家源村和蒋畈村。